# عبد الرحمن محمد ناصر قاسم اليافعي
عبد الرحمن محمد ناصر قاسم اليافعي رجل يمني نقل من مصر من قبل القوات الأمريكية في أكتوبر 2000 وأرسل إلى الأردن. كان واحدًا من أربعة عشر شخصا تعرضوا للتسليم الاستثنائي من قبل وكالة المخابرات المركزية قبل إعلان 2001 عن الحرب على الإرهاب. عاد إلى اليمن بعد خمسة أشهر من التحقيق.